# L'Œil du privé
Pour plus de détails, voir Fiche technique et Distribution.
L'Œil du privé (hangeul : 그림자 살인 ; RR : Geu-rim-ja sal-in, littéralement « Le meurtre de l'ombre ») est un thriller sud-coréen coécrit et réalisé par Park Dae-min, sorti en 2009.

## Synopsis
Jang Gwang-soo, un étudiant en médecine, découvre le corps d'un homme assassiné et décide de s'en servir pour pratiquer la dissection. Mais lorsque la disparition de Min Su-hyeon, le fils du ministre, est rendue publique, il se rend compte que c'était l'homme dont il a pris le cadavre. Il n'a plus qu'une solution : trouver l'assassin avant que les soupçons de la police ne se portent sur lui. L'étudiant fait appel à un détective privé, Hong Jin-ho. Plutôt habitué aux flagrants délits d'adultère, ce dernier refuse d'abord mais finit par s'intéresser à l'affaire, d'autant que le commissaire de police est notoirement incompétent. Le détective est aidé dans son travail par Soon-deok, une jeune scientifique qui invente des instruments d'optique.
La découverte du corps du préfet, assassiné dans les mêmes conditions, oriente ses recherches vers un cirque tenu par un lanceur de couteaux, Eok-kwan. Une très jeune acrobate et sa petite sœur ont tenté de fuir le cirque.

## Fiche technique
- Titre original : 그림자 살인
- Titre international : Private Eye
- Titre français : L'Œil du privé
- Réalisation : Park Dae-min
- Scénario : Lee Yeong-joong, Park Dae-min et Yoon Seon-hee
- Photographie : Choi Chan-min
- Montage : Nam Na-yeong
- Musique : Hwang Sang-jun
- Production : Lee Sang-yong et Han Seon-kyoo
- Société de production : CJ Entertainment
- Société de distribution : CJ Entertainment
- Pays d'origine :  Corée du Sud
- Langues originales : coréen, japonais
- Format : couleur
- Genre : thriller
- Durée : 111 minutes
- Dates de sortie :
  - Corée du Sud : 2 avril 2009
  - Québec : 25 juillet 2009 (FanTasia)

## Distribution
- Hwang Jeong-min : Hong Jin-ho, le détective privé
- Ryoo Deok-hwan : Jang Gwang-soo, l'étudiant en médecine
- Oh Dal-soo : Oh Yeong-dal, le policier
- Uhm Ji-won : Soon-deok, l'inventrice
- Yoon Je-moon : Eok-kwan / Eung-kwan
- Joo Da-yeong : Ok-eeh
- Kim Hyang-gi : Byeol-eeh
- Song Jae-ho : Min Chi-seong, le ministre de l'intérieur
- Kim Eung-soo : Yoshioka
- Oh Tae-kyeong : Min Su-hyeon, le fils du ministre
- Eom Hyo-seob : Murata, le gouverneur
- Kwon Tae-won : le commissaire de police

## Distinctions
Nominations
- Festival international du film fantastique de Puchon 2009 : Meilleur film pour Park Dae-min
- Festival international du film de Santa Barbara 2010 : Prix du Jury du meilleur « East Meets West Cinema » pour Park Dae-min